# 圣波勒 (默尔特-摩泽尔省)
圣波勒（法語：Sainte-Pôle，法語發音：[sɛ̃t pol]）是法国默尔特-摩泽尔省的一个市镇，位于该省东部，属于吕内维尔区。

## 地理
圣波勒（48°30'36"N, 6°49'28"E）面积5.69 平方千米，位于法国大東部大區默尔特-摩泽尔省，该省份为法国东北部内陆省份，是洛林的一部分，北邻比利时、卢森堡，北起顺时针与摩泽尔省、下莱茵省、孚日省和默兹省接壤。
与圣波勒接壤的市镇（或旧市镇、城区）包括：昂塞尔维莱、费讷维莱、蒙蒂尼、佩克索讷、圣莫里斯欧福日、瓦克维尔。

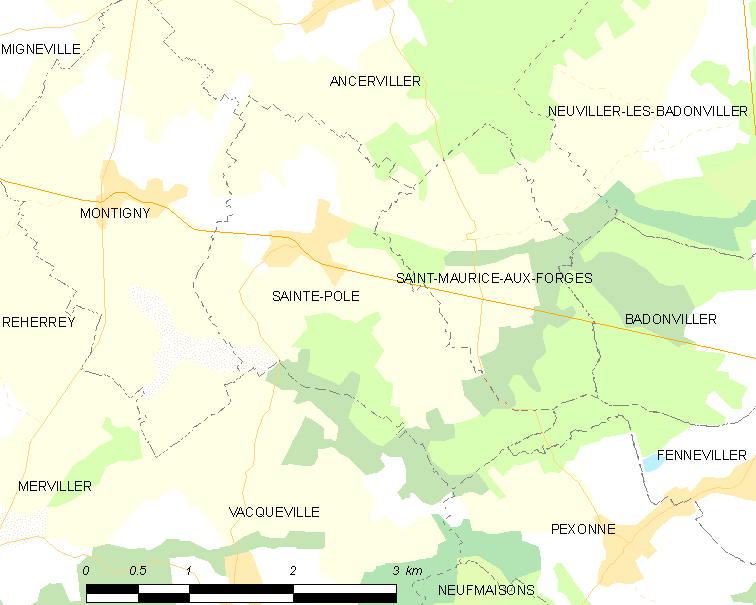
的OSM定位图

圣波勒的时区为UTC+01:00、UTC+02:00（夏令时）。

## 行政
圣波勒的邮政编码为54540，INSEE市镇编码为54484。

## 政治
圣波勒所属的省级选区为巴卡拉县。

## 人口

1962-2008年间人口变化图示

圣波勒于2022年1月1日时的人口数量为179人。